# ブリッジャー山地 (ワイオミング州)
ブリッジャー山地（Bridger Mountains）は、アメリカ合衆国ワイオミング州中部、ロッキー山脈東縁にある山脈。最高峰は2533 m（8359 ft）と低く、約64 kmにわたって連なっている。
山地は、西側のオウルクリーク山地と東側のビッグホーン山脈をつなぐように位置しており、オウルクリーク山地の間をウィンド川、ビッグホーン山脈の間をブリッジャー川が流れている。
地名は、マウンテンマンだったジム・ブリッジャーの名を取り命名された。彼は1864年、ワイオミング州南部から山地を越えビッグホーン盆地へ至る産業鉄道、ブリッジャー・トレイルを造った。